# 阿达兰乡
阿达兰乡（波斯語：‎），是伊朗北部厄尔布尔士省卡拉季县的一个乡(dehestan)，属阿萨拉区。依照2006年统计总人口8,442,共2,544户。

## 辖区
阿达兰乡辖有28个村，分别为：Abharak、阿达兰（Adaran）、Arangeh、Avizar、Ayegan、Charan、Jey、Jurab、Kalha、Kalvan、Khur、Khuzankola、Kondor、Kushk-e Bala、Leylestan、Malekabad、Nasht-e Rud、Nosratabad-e Khadayar、Nowjan、Purkan、Sar Ziarat、Sarv Dar、Sijan、Tasisat Sadamirkebir、Vanesh、Varian、Varzan、Vineh。